# Svarttjärnen (Nordingrå socken, Ångermanland, 698859-163030)
Svarttjärnen är en sjö i Kramfors kommun i Ångermanland och ingår i Nätraån-Ångermanälvens kustområde.